# Alibek Davronov
Alibek Davronov (* 28. Dezember 2002 in Qarshi) ist ein usbekischer Fußballspieler.

## Karriere

### Verein
Aus der Jugend von Nasaf Karschi wechselte Davronov Anfang 2020 von der U21 in die erste Mannschaft. Nachdem er Anfang 2021 zunächst wieder zur U21 zurückgekehrt war, ist er seit August des Jahres durchgehend in der ersten Mannschaft aktiv. Mit Karschi gewann er bislang drei Mal den nationalen Pokal und ein Mal den Superpokal.

### Nationalmannschaft
Nach einem Einsatz für die usbekische U19 im Februar 2020 debütierte Davronov im März 2022 bei der U23. Mit ihr nahm er an der Asienmeisterschaft 2022 teil, bei der er in vier Einsätzen auf eine Torvorlage kam. Am Ende unterlag er mit seiner Mannschaft im Finale gegen Saudi-Arabien. Nach einer Zeit, in der er größtenteils in der A-Nationalmannschaft aktiv war, gehörte er bei der Asienmeisterschaft 2024 wieder zum Kader der U23 und erzielte erstmals für diese ein Tor. Auch diesmal reichte es für Usbekistan zu einer Finalteilnahme, diesmal ging dieses jedoch mit 0:1 gegen Japan verloren.
Sein Debüt für die A-Nationalmannschaft hatte er am 20. Dezember 2022 bei einem 0:0-Freundschaftsspiel gegen Russland. Danach gehörte er auch zum Kader bei der Zentralasienmeisterschaft 2023, bei der er einen Einsatz bekam.
Mit einer Olympiaauswahl nahm er an den Asienspielen 2022 teil, bei denen er in allen Partien seines Teams zum Einsatz kam sowie zwei Tore erzielte und eine Vorlage gab. Am Ende gewann er mit seinem Team die Bronzemedaille.